# 스미스 위걸즈워스

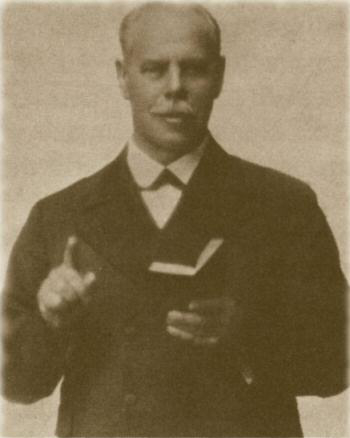

스미스 위걸즈워스(영어: Smith Wigglesworth, 1859~1947)는 오순절주의의 역사에 영향을 미쳤던 영국의 전도사이다.

## 어린 시절
스미스 위글즈워스는 1859년 6월 8일 영국 요크셔주 멘스턴에서 가난한 가정에서 태어났다. 어린 아이였을 때, 그는 어머니와 함께 순무를 끌며 들판에서 일했고, 가족을 부양하는 것을 돕기 위해 공장에서도 일했다. 그는 어려서부터 일 때문에 문맹이었다.
명목상으로는 감리교 신자로, 그는 8살에 다시 기독교 신자로 태어났다. 그의 할머니는 독실한 감리교 신자였고, 그의 부모님인 존과 마사(John and Martha)는 어린 스미스를 감리교와 성공회 교회에 정기적으로 데리고 갔다. 그는 영국 교회에서 주교로 확인되어 침례교회에서 침례교회에 대한 세례를 받았으며, 브레스렌 운동가로부터 배관업을 배우면서 플리머스 교단에서 성경 교사의 기초를 다졌다.
위글스워스는 1882년 12월 4일 세인트 피터스 교회 브래드포드에서 폴리 페더스톤과 결혼했다.결혼 당시, 그녀는 구세군의 설교자였고 윌리엄 부스 장군의 주목을 받았다. 그들은 앨리스라는 한 딸과 세스, 해롤드, 어니스트, 조지라는 네 아들을 두었다. 폴리는 1913년에 죽었다.[5] 그의 손자인 레슬리 위글스워스는 콩고에서 선교사로 20년 이상 근무한 후 엘림 펜테코스티발 교회의 회장을 역임했다.
위글스워스는 폴리와 결혼한 후 읽는 법을 배웠다. 그녀는 그에게 성경을 읽는 법을 가르쳤다. 그는 종종 그것이 그가 읽은 유일한 책이라고 말했고, 그의 집에서 신문을 허락하지 않았고, 성경이 유일한 독서 자료로 선호했다.
그는 배관공으로 일했지만, 그는 설교하기 시작한 후 너무 바빠서 이 거래를 포기했다. 1907년 선덜랜드 부흥기 동안 위글즈워스는 알렉산더 보디를 방문했고, 알렉산더의 아내 메리 보디의 거수경례를 따라 그는 혀로 말하는 것을 경험했다. 그는 영국에서 열린 신의 집회에서 연설했다. 그는 또한 1924년부터 1929년까지 복음 전도를 했던 미국의 신의 총회에서 장관직을 받았다.

## 그의 업적
위글스워스는 치유가 믿음을 통해 온다고 믿었고, 그의 접근에 융통성이 있었다. 스웨덴 당국으로부터 방청객에게 손을 대지 못하게 되자, 그는 사람들이 스스로 손을 얹는 '기업 치유'를 위해 설교했다. 그는 또한 오일과 기도 손수건의 배포(그 중 하나는 조지 5세에게 보내졌다)를 연습했다. 위글스워스는 때때로 악마의 건강을 탓했다.
위글스워스는 주로 그의 장관직 성공이 그의 발언 때문이라고 믿었다. 그는 이렇게 말했다.
`나는 너희가, 무명의 혀로 말하는 사람이, 자기 자신을 교화시키거나, 자기 몸을 단련하는 것을 보길 바란다. 교회를 교화하기 전에 우리는 교화되어야 한다. 나는 개인적으로 성령님의 영적 교화 방법 때문에 무엇을 해야 하는지 추측할 수 없다. 나는 이 세상에서 가장 큰 난제 중의 하나로서 당신 앞에 있습니다. 연단 위에는 그보다 약한 사람이 없었다. 언어? 없어. 무능- 가득해. 내 삶의 모든 자연은 내가 강단에 서서 복음을 전할 수 있는 것과 정반대입니다. 비밀은 성령이 오셔서 성령의 놀라운 교화를 가져오셨다는 것입니다. 나는 이 말씀을 내가 할 수 있는 한 계속 읽고 있었는데, 성령께서 오셔서 이 말씀을 붙잡으셨다. 성령은 그 숨결이다. 그가 나에게 그 말씀을 비추셨다.'
스미스 위글즈워스는 아픈 여자를 위해 기도했다.
요크셔 전역의 많은 교회에서, 종종 셰필드 외곽에 있는 스왈로우네스트의 베데스다 교회에서 목회를 하면서, 위글즈워스는 많은 예언을 했다고 주장했다. 그는 또한 국제부처를 가지고 있었다. 그는 미국, 호주, 뉴질랜드, 남아프리카, 스웨덴, 태평양 제도, 인도, 스리랑카 그리고 유럽의 여러 나라에서 목사를 했다.그의 설교 중 일부는 오순절 잡지용으로 옮겨졌고, 이것들은 두 권의 책으로 수집되었다.
그는 1947년 3월 12일 사망할 때까지 목사를 계속했다.